# グレンウッド駅
グレンウッド駅（Glenwood）は、ニューヨーク州ウエストチェスター郡ヨンカーズにあるメトロノース鉄道の駅。

## 概要
メトロノース鉄道のハドソン線の駅である。この駅からニューヨーク州にあるグランド・セントラル駅に行ける。オフピーク時は1地時間に1本。グランド・セントラル駅までは38分かかる。

## 利用可能な鉄道路線／列車
メトロノース鉄道：
■ハドソン線

## 駅構造
| ホーム | 4番線 | 2番線 | 1番線 | 3番線 | ホーム |

2面4線（2単式）のホームを持つ地上駅である。
| のりば | 路線         | 方向 | 行先                               | 備考 |
| ------ | ------------ | ---- | ---------------------------------- | ---- |
| 3      | ■ ハドソン線 | 下り | クロトン・ハーモン/ ポキプシー方面 |      |
| 4      | ■ハドソン線  | 上り | グランド・セントラル方面           |      |

## 駅周辺
パーキング
106台の車だけが駐車できる
バス路線
ビー・ライン・バス:1C, 1T, 1W

## 隣の駅
メトロノース鉄道
■ハドソン線
ヨンカーズ -  グレンウッド - グレーストーン